# Martín Santiago
Martín Santiago (Buenos Aires, 1 de septiembre de 1908 – Deán Funes, Córdoba, 6 de diciembre de 1989) fue un pintor, muralista, artesano, docente, maestro de vida, discípulo postizo de Fernando Fader, reivindicado actualmente como figura altamente representativa de la cultura de la ciudad de Deán Funes, Córdoba.

## Biografía
Martín Santiago nació en Buenos Aires el 1 de septiembre de 1908. Sus padres fueron Martina Sio y José Santiago, ambos gallegos, quienes vinieron a la Argentina con su hijo Severino. El mayor José Cristóbal, se quedó en la península. La niñez de Martín no fue fácil, porque como toda su vida, se hizo en soledad. 
Su única familia, en un Buenos Aires gigantesco y desconocido, fue su hermano Severo, pues quedaron huérfanos al morir sus padres en una epidemia de gripe, ocurrida alrededor de 1912. 
Martín, con pocos años, cocinaba en la piecita donde vivía con su hermano. Y con apenas cinco años, vio desplegar formas y colores de la mano de su admirado Severo, quien inequívocamente fue el que hizo germinar en él la semilla de la pintura, el que tatúo en su alma el afán de encontrar la perfección en el ámbito del arte: la que se alcanza solo con trabajo y dedicación, según propias palabras de Martín Santiago.
Muchas veces se dijo que era un autodidacta, aunque lo fue sólo en parte, ya que su cultura era muy amplia. Tampoco es cierto que no comercializara sus obras, porque Martín Santiago vivió de su paleta y de su pincel, de su genio creador. Se nutrió de todos los clásicos tanto en las letras como en la pintura. Buceó en el amplio universo del pensamiento universal. 
En sus años de juventud realiza estudios en la Sociedad Estímulo de Bellas Artes, y en la Escuela de Bellas Artes Manuel Belgrano, ambas de la ciudad de Buenos Aires. Allí tiene la oportunidad de aprender junto a los profesores Alfredo Bigatti y César Sforza, dos grandes escultores de destacada actuación en la República Argentina.
En 1924, Fernando Fader realiza su primera exposición en la Galería Muller de la Capital Federal, acontecimiento que se le hará hábito, llevando sus pinturas después de cada otoñó.  Martín Santiago, a partir de esa fecha en algún momento conoce y queda deslumbrado con la obra de Fader. Es el momento de un acontecimiento crucial que marcaría un nuevo y definitivo derrotero en su vida. 
Corría el año 1927, cuando decide viajar a Ischilín a pasar unas vacaciones, llevando la esperanza de encontrarse con su admirado pintor. Llega con un amigo, Andrés Acuña, ambos pintores jóvenes, con la ambición curiosa de aprender y llegar a ser como Fernando Fader, maestro que se mostró esquivo. Era hosca la personalidad de ese genio del impresionismo. No obstante ello, lograron algunas entrevistas y eso les sirvió, en especial a Martín, quien decide desplegar una estrategia: se ofrece como albañil y pintor de obra, sin dar a conocer su verdadera intención, aunque en principio no logra nada. 
Vuelve a Buenos Aires y renuncia a su trabajo en la Unión Telefónica, y le escribe a Fader, con la intención de ir a trabajar como peón. La paga fue comida y un lugar para vivir, una piecita cercana a la casa-taller, dónde la paleta crecía en azules y verdes serranías. Al fin lograba ser un alumno de lejos, la admiración que le profesaba contribuyó para que se decidiera a abandonar los estudios y radicarse en Ischilín. 
En ese entonces, Carlos Iturrez, le llevaba la leña a Fader. Al verlo tan solo, con sus precarias prendas y cocinando en un brasero sus pucheros, decide llevarlo a su casa, donde junto a su familia lo acogen como a un hijo. Con los años aquel muchachito, ya maduro, le rinde un homenaje a Carlos Iturrez, en uno de los murales que se encuentran en la verja del edificio de Entel, frente a la plataforma de acceso a la Terminal de Ómnibus de Deán Funes. Allí plasma a Don Carlos como el arquetipo del serrano de Ischilín. 
El 1 de julio de 1929, Martín Santiago contrajo enlace con Adela Piñeyro, aunque ella se quedará en Buenos Aires, Después de un tiempo de renunciamiento, cuando el artista se afianza, ella viene a vivir a Deán Funes (Córdoba); luego siempre andará con su presencia luminosa, derramando dulzura en una armonía de paz y sosiego que pocos vieron en otra persona.  
Martín Santiago pintará un cuadro reflejando el mismo rostro de ojos vivaces que miraban desde las flores que le rodeaban, antes de sacar una máscara de yeso de ese rostro de su amada, al que ni la muerte le pudo quitar su apacible semblante, según recuerda Ricardo Ramón Quintana.
Martín Santiago tenía una personalidad bondadosa, pero de gran firmeza, y hasta veces se parecía a ese Fader que él conoció, que decía las cosas con fina ironía sin titubear. 
Como un Da Vinci, incursionó en múltiples facetas, su creación abarcaba lo inimaginable: pintura, cerámica, escultura, frescos, lacas y murales.
Paisajista notable, Santiago supo sintetizar los motivos que captaba su visión y con rica paleta los vertía en sus óleos. Figuras humanas, flores, árboles, montañas y demás elementos del norte cordobés, cobran reflejos vivientes en óleos que adquieren valor de arte por su gran fuerza expresiva. 
Él era el propio artesano, construía los marcos de sus cuadros, hasta pensó en la forma de los ladrillos para su casa, realizándolos. Construyó sus propias estufas a leña, la del estudio superior tenía una “garganta “imperceptible y larga, iba pegada a la pared, una rareza que funcionaba perfectamente. Realizó diseños arquitectónicos por toda la provincia y el país.  Enarboló la bandera de la cultura. Fue un verdadero maestro de vida, como aquellos griegos que disertaban en el ágora. 
Decorador valiosísimo, realizó la pintura interior de la iglesia de Tulumba. Fue docente en el Colegio Nacional de Deán Funes. Participó en salones oficiales en 1939, 1946, 1957 y 1959 en La Plata, Rosario, Mar del Plata, Córdoba, Santiago del Estero, Bahía Blanca, Tucumán, Santa Rosa (La Pampa). 
Individualmente expuso en Buenos Aires en los años 1936, 1938, 1940, 1942, 1947 y 1958; en Córdoba en 1950, en La Rioja en 1948, en Tucumán, Mendoza, San Juan, San Rafael, San Luis y Santiago del Estero. 
En su recuerdo y homenaje fue filmada la película La última Luna. La historia de Martín Santiago, película documental sobre su vida y obra, del director cordobés Maximiliano Angeleri Marty, que pretende rescatarlo de las brumas del olvido. La película fue realizada en Deán Funes, lugar que Martín Santiago eligió para vivir siguiendo los pasos de su admirado Fernando Fader. Lo que motivó la realización del film fue un viaje de trabajo a Deán Funes -cuenta el director Angeleri Marty-, en el que debía hacer una nota histórica sobre el pueblo, momento en que conoció a Mario Sanzano, artista plástico y su alumno, que aportó datos sobre la vida y obra de Martín Santiago.
Santiago dejó su aprendizaje en manos de Mario Sanzano, quien desde muy pequeño aprendió a pintar. Fue una suerte de maestro de vida para muchos pobladores de la zona. Además, fue quien impulsó la vida cultural en Deán Funes. Hoy, el anhelo de sus admiradores es crear un museo y una fundación en su propia casa para estimular la difusión de artistas, lo cual, si bien pendiente, está a punto de concretarse.   
Martín Santiago falleció el 6 de diciembre de 1989, a causa de un edema pulmonar agudo, en la ciudad de Deán Funes, Córdoba.
La escuela creada en 1986, como Escuela Provincial de Bellas Artes de Deán Funes, posteriormente recibió el nombre de Martín Santiago, en honor al pintor más importante de la zona.

## Cargos que desempeñó en Deán Funes
Durante su estadía en Deán Funes, se desempeñó como bibliotecario de la Biblioteca Mariano Moreno, y fue docente en el Colegio Nacional Juan Bautista Alberdi. En esa institución tuvo a su cargo las cátedras de Dibujo y Actividades Prácticas. Además, ejerció el cargo de Secretario de Gobierno y Hacienda de la Municipalidad. 
En 1958, se desempeñó como presidente de la Comisión de Cultura Municipal.  Fue Socio Gerente de la Constructora Deán Funes SRL. Realizó los diseños del Monumento a la Independencia, y el del Altar Cívico. Fue el creador del Premio Gran Domo. 
Fundador del Museo de Bellas Artes de Deán Funes. Durante diez años tuvo a su cargo como director, el Salón Anual de Pintura. Incursionó en el trabajo del material plástico; proyectó la maqueta de la carpa del Circo Sarrasani y la posterior construcción, aunque no logró concretar esa aspiración por diversas causas.
Los monumentos importantes de Deán Funes, el de Domingo F. Sarmiento, que está en la plaza principal, y el monumento a la Madre, en la plazoleta junto al hospital, tuvieron su gestión.

## Principales obras

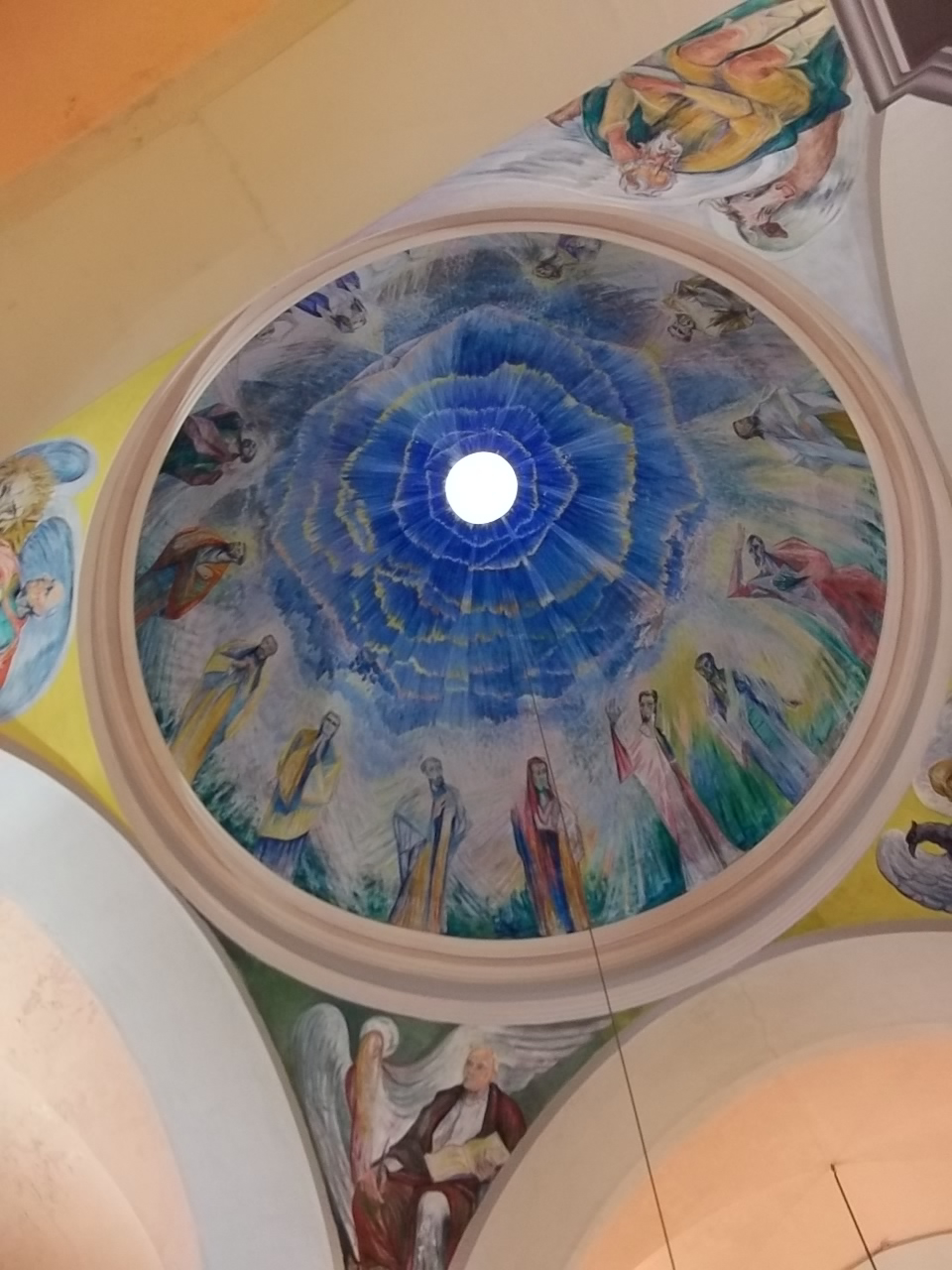
Interior y cúpula de la iglesia de Tulumba, Córdoba, pintadas por Martín Santiago.

- Mural en el salón alto de la Sociedad Española de la ciudad de Deán Funes, de 105 metros cuadrados, pintado al óleo en 1944.

- Mural en la antigua fábrica de sillas Deán Funes, propiedad del Sr. César Perotti, (4,50 x 9,00 m.), realizado en 1952.

- Cúpula y muros de la iglesia de Tulumba, con la técnica de las facetas del diamante (1957/58).

- Diseño del logo de nuestra Semana de la Tradición que, en perfecta síntesis, encastra los símbolos más representativos de la argentinidad.

- En 1973, realiza las Tres Gracias, fresco con la técnica de los maestros del Renacimiento, en la Casa del Artista y de la Amistad, en la ciudad de Bell Ville, propiedad del Dr. Emilio Maggi.

- El arco de entrada a Deán Funes.

- Fresco en la catedral de San Luis, en homenaje al héroe puntano por antonomasia, el coronel Juan Pascual Pringles.

- Los más importantes murales de Martín Santiago están colocados en la ciudad de Deán Funes. Representan la prehistoria e historia del departamento de Ischilín en la provincia de Córdoba. Íntegramente realizados en cerámica, están conformados por once paneles de grandes dimensiones, que juntos miden aproximadamente 50 m de largo por 2 m de alto. Esos murales fueron inaugurados con la presencia de autoridades municipales y provinciales el día 16 de julio de 1981.

## Premios
1936 - Premio Cámara de Senadores de la Provincia de Córdoba –Salón de Otoño– Organizado por el desaparecido diario “Los Principios“
1939 – Primer Premio Córdoba.-
1938/39 – Primer Premio Paisaje de Tucumán –Salón de los Artistas Independientes–, San Miguel de Tucumán.
1959 – Premio Ezequiel Leguiza al Paisaje Argentino, en el Salón Nacional de Artes 
Plásticas.